# Anthomyza macra
Anthomyza macra is een vliegensoort uit de familie van de Anthomyzidae. De wetenschappelijke naam van de soort werd voor het eerst geldig gepubliceerd in 1928 door Czerny.